# Mano (DC Comics)
Mano è un personaggio dei fumetti pubblicati da DC Comics. È un supercriminale, membro dei Fatal Five, un gruppo di supercriminali nemici della Legione dei Super-Eroi nel XXX secolo dell'universo DC. Ideato da Jim Shooter e Curt Swan, il personaggio comparve per la prima volta in Adventure Comics n. 352 (gennaio 1967).

## Biografia del personaggio
Mano è un metaumano nato con il potere di disintegrare ogni cosa con cui viene in contatto con la sua mano destra, il suo "tocco di anti-materia". Nativo del pianeta inquinato di Angtu, Mano deve indossare costantemente una tuta ambientale perché non può respirare l'atmosfera della maggior parte dei pianeti. L'elmetto della tuta gli oscura il volto così si può notare solo una sagoma della sua faccia. Odiando la sua gente che lo maltrattò, Mano decise di distruggerli tutti toccando il suolo, e, "utilizzando il suo potere al massimo", cancellò il pianeta facendolo esplodere.
Considerato uno degli assassini peggiori della galassia, Mano fu reclutato dalla stessa Legione perché aiutasse a sconfiggere il Mangiatore di Soli, dopo di che continuò con la sua carriera criminale, più che altro come membro dei Fatal Five.
Dopo l'aggiornamento della Legione dovuto all'Ora zero, Mano fu reintrodotto con le origini leggermente alterate; mentre distrusse il suo pianeta, gli abitanti erano già morti, come risultato delle armi chimiche. Quindi volle vendetta su Leland McCauley, che vendette le armi. Mentre Mano diveniva sempre più un criminale convenzionale, la sua priorità rimaneva la vendetta su McCauley, e continuò a disapprovare la distruzione di innocenti, qualcosa che di quando in quando lo mise sempre in contrapposizione ai suoi compagni.
Mano non si vide nell'incarnazione della Legione dei Super-Eroi scritta da Mark Waid, anche se la miniserie  Brave and the Bold raffigurò Mano al fianco dei Fatal Five, catturati dalla Legione e incarcerati.

### Crisi finale
Mano, insieme agli altri membri dei Fatal Five, comparve tra i numerosi supercriminali della Legione dei Supercriminali di Superboy-Prime.

## Altri media
- Mano comparve nell'episodio Lontani di casa della serie animata Justice League Unlimited. Comparve come membro dei Fatal Five.
- Mano comparve negli episodi Man of Tomorrow, Champions e Sundown (parte uno e due), e Man From The Edge Of Tomorrow (parte due) della serie animata Legion of Super-Heroes, sempre come membro dei Fatal Five. Nella serie, il suo volto sembrava possedere poteri disintegranti.
- Mano è un comprimario nel film d'animazione Justice League vs. the Fatal Five.